# 包脚菇属
包脚菇属（学名：Volvopluteus）是光柄菇科下的一个属。
2002年，有分子系統發生學研究顯示小包腳菇屬與裂褶菌屬與牛排菌屬的親緣關係較為接近，但2011年的研究不支持此一結論，而顯示小包腳菇屬是一個複系群，因此將粘盖包脚菇等部分物種分出，歸入新屬Volvopluteus，為光柄菇屬的姊妹群，原小包腳菇屬的核心類群則與蠅頭菌屬與拱頂菌屬的親緣關係較為接近。

## 下属物种
本属包括以下物种：
- Volvopluteus asiaticus Justo & Minnis
- Volvopluteus earlei (Murrill) Vizzini, Contu & Justo
- 黏盖草菇 Volvopluteus gloiocephalus (DC.) Vizzini, Contu & Justo
- Volvopluteus michiganensis (A.H.Sm.) Justo & Minnis